# Alison Cockburn
Alison Cockburn, Alison Rutherford ou  Alicia Cockburn, née le 8 octobre 1713 et morte le 22 novembre 1794, est une poétesse écossaise, auteure d'une des plus belles ballades écossaises, Flowers of the Forest (Les Fleurs de la forêt).

## Biographie
Alison Cockburn naît le 8 octobre 1713. Elle est la plus jeune des six enfants de Robert Rutherford de Fairnalee, Selkirkshire, et de son épouse, Alison, née Ker (morte vers 1723/1724).
En 1731, elle est mariée à Patrick Cockburn d'Ormiston. Son fils unique, Adam, né en 1732, devient capitaine de dragons, mais il meurt dans des circonstances tragiques en 1780.
Après son mariage, elle connaît toutes les célébrités intellectuelles et aristocratiques de son époque.
Elle est l'auteure d'une des plus belles ballades écossaises, Flowers of the Forest.
Alison Cockburn meurt le 22 novembre 1794.